# Kondor kalifornijski
Kondor kalifornijski (Gymnogyps californianus) – gatunek dużego ptaka padlinożernego z rodziny kondorowatych (Cathartidae).

## Zasięg występowania
Kondor kalifornijski niegdyś zamieszkiwał całe Góry Skaliste, w 1937 roku prawdopodobnie już tylko Kalifornię, aż w 1987 roku wymarł na wolności. Reintrodukowane w późniejszych latach populacje zamieszkują góry środkowej i południowej Kalifornii, północnej Arizony (południowo-zachodnie USA) i Kalifornii Dolnej (północno-zachodni Meksyk).

## Taksonomia
Gatunek po raz pierwszy opisał angielski przyrodnik George Shaw w 1797 roku, nadając mu nazwę Vultur californianus. Jako miejsce typowe autor wskazał wybrzeże Kalifornii. Jedyny przedstawiciel rodzaju Gymnogyps, który opisał René Lesson w 1842 roku. Monotypowy.

### Etymologia
- Gymnogyps: gr. γυμνος gumnos „goły, nagi”; γυψ gups, γυπος gupos „sęp”[12].
- Pseudogryphus (Pseudogryps): gr. ψευδος pseudos „fałszywy”; rodzaj Gryphus Bonaparte, 1854[13].
- californianus: ang. California, od mitycznej królowej Calafii, która rządziła rajską wyspą bogatą w złoto i zamieszkaną przez Amazonki, opisał to ok. 1500 roku hiszpański pisarz Rodriguez de Montalvo[14].

## Morfologia

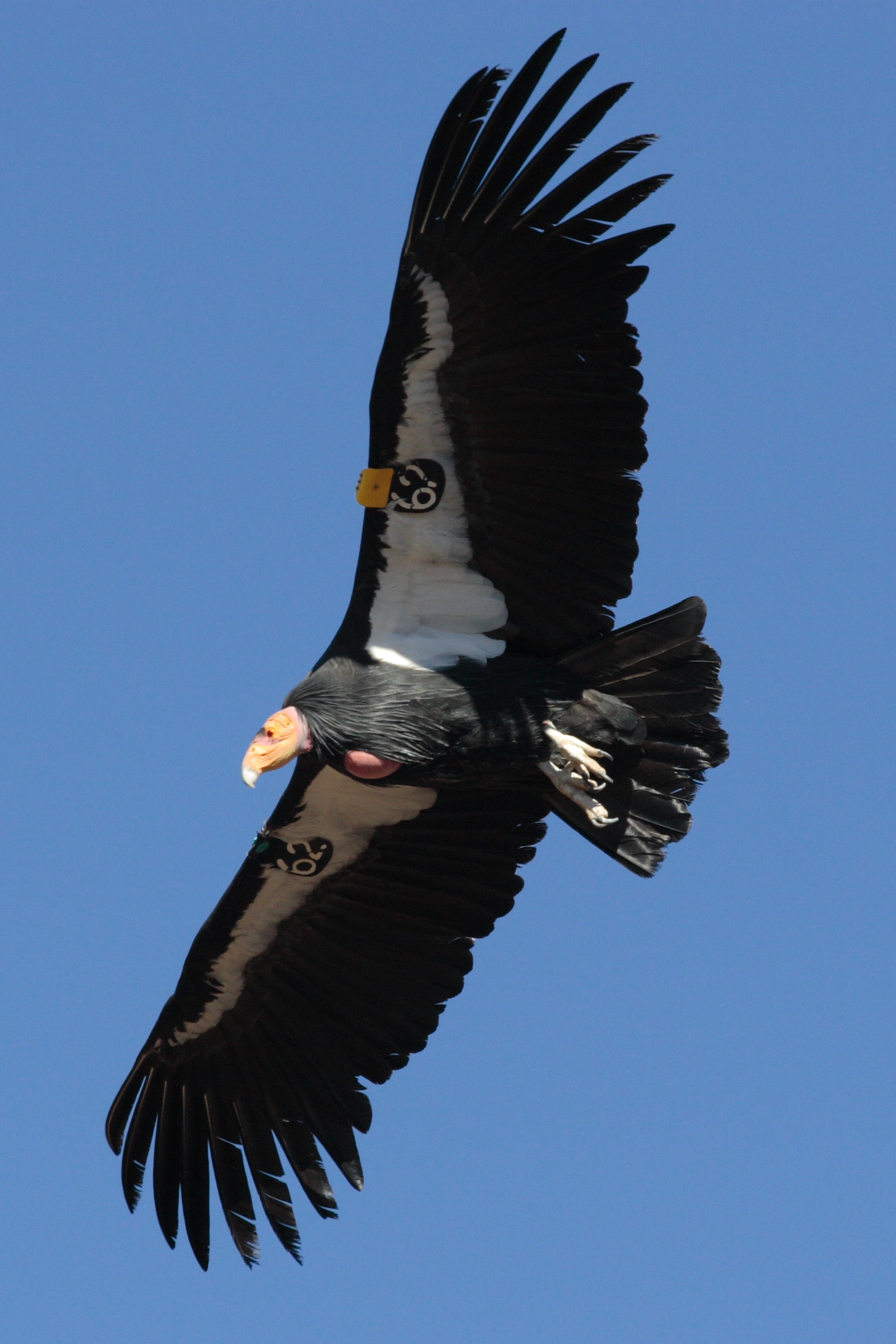
Kondor kalifornijski w locie, widoczne przyczepione do skrzydeł znaczniki skrzydłowe ułatwiające śledzenie

Cechy gatunkuDługość ciała 109–134 cm; masa ciała 8–14 kg; rozpiętość skrzydeł 249–300 cm. Samiec większy od samicy. Upierzenie całego ciała czarne, jedynie pokrywy podskrzydłowe białe. Głowa i szyja nagie. Pokrywa je pomarańczowa skóra, na bokach szyi czerwona. Dziób żółty. Osobniki młodociane szarawe.
Kondor kalifornijski jest tak ciężki, że aby wzbić się w powietrze, potrzebuje sprzyjających warunków. Podczas deszczu i pogody bezwietrznej ptak ten nie lata. Często przesiaduje w stałych miejscach wypoczynkowych i zażywa kąpieli słonecznej z rozłożonymi skrzydłami.

## Ekologia
BiotopGóry.
GniazdoW szczelinie skalnej lub dużej dziupli sekwoi.
JajaWyprowadza jeden lęg co rok lub dwa lata, składając w styczniu - kwietniu jedno jajo.
WysiadywanieJajo wysiadywane jest przez okres 45–50 dni przez obydwoje rodziców. Pisklęta opuszczają gniazdo po 5–8 miesiącach, lecz nawet roczne są jeszcze karmione przez rodziców. Dojrzałość płciową osiągają w wieku 5–8 lat, a dożywają 50 lat.
PożywieniePadlina dużych ssaków.

## Status i ochrona
Międzynarodowa Unia Ochrony Przyrody (IUCN) uznaje kondora kalifornijskiego za gatunek krytycznie zagrożony (CR – Critically Endangered) nieprzerwanie od 1994 roku.
Gatunek chroniony. Przez pewien okres wymarły na wolności (1987–1992), gdy schwytano pozostałe osiem osobników i dołączono je do żyjących w niewoli. Populacja liczyła wówczas 30 osobników, obecnie trwają próby reintrodukcji. Największym zagrożeniem są zatrucia. W 2008 roku żyły na świecie 332 kondory kalifornijskie, w tym 156 na wolności.